# Giancarlo Danova
Giancarlo Danova  est un footballeur puis entraîneur italien né le 18 novembre 1938 à Sesto San Giovanni et mort le 15 juin 2014 à Lodi. Il évoluait au poste d'attaquant.

## Biographie

### En club
Giancarlo Danova commence sa carrière en tant que joueur du Spezia Calcio en 1956,.
De 1957 à 1960, il est joueur de l'AC Milan,.
Il est alors sacré Champion d'Italie en 1959.
Lors de la campagne de Coupe des clubs champions en 1957-1958, Giancarlo Danova dispute deux matchs dont la finale perdue contre le Real Madrid 2-3.
Pour la campagne 1959-1960, il dispute trois matchs et marque notamment un triplé contre l'Olympiakos.
En 1960, il rejoint le Torino FC, qu'il représente une unique saison,.
Danova revient au Milan AC pendant la saison 1961-1962. Il remporte à nouveau le Championnat d'Italie 1961-62,.
Pendant la saison 1962-1963, il est joueur à nouveau du Torino FC,.
De 1963 à 1965, il évolue au Calcio Catane,.
En 1965, il rejoint l'Atalanta Bergame qu'il représente jusqu'en 1968,.
Par la suite, il devient joueur de l'ACF Fiorentina. Danova est à nouveau champion à l'issue de la saison 1968-69,.
Lors de la saison 1969-1970, il est joueur du Mantoue FC,.
Il rejoint l'ASD Omegna (it) en 1970. Danova raccroche les crampons en 1974,.

### Entraîneur
Giancarlo Danova entraîne de nombreux clubs italiens après sa carrière de joueur.

## Palmarès
| AC Milan - Championnat d'Italie (2) : - Champion : 1958-59 et 1961-62. - Coupe des clubs champions : - Finaliste : 1957-58. |  | ACF Fiorentina - Championnat d'Italie (1) : - Champion : 1968-69. |